# Coromagia
Coromagia è il primo album della Schola Cantorum, registrato alla fine del 1974 e pubblicato nel gennaio 1975.

## L'album
Nel disco (come sarà consuetudine per il gruppo vocale) vengono riprese ed arrangiate coralmente canzoni come Roma capoccia di Antonello Venditti, E tu... di Claudio Baglioni, Alice di Francesco De Gregori, Bella senz'anima e Poesia di Riccardo Cocciante, ma anche canzoni originali, come la celebre Lella scritta da Edoardo De Angelis ai tempi del disco con Stelio Gicca Palli; e come Nella testa di Nina scritta da Carla Vistarini e Luigi Lopez, o La fantasia, un testo di De Angelis messo in musica da Amedeo Minghi.
Gli arrangiamenti sono del maestro Sergio Rendine, la copertina è di Francesco Logoluso.
L'album ottiene un buon riscontro commerciale.
Nel 2003 è stato ristampato su CD.

## Tracce
1. Roma capoccia (testo e musica di Antonello Venditti) - 3'57"
2. Rossofiore (testo di Paolo Dossena; musica di Luigi Lopez) - 2'15"
3. Lella (testo e musica di Edoardo De Angelis e Stelio Gicca Palli) - 4'25
4. La fantasia (testo di Edoardo De Angelis; musica di Amedeo Minghi) - 4'03"
5. Bella senz'anima (testo di Marco Luberti e Paolo Amerigo Cassella; musica di Riccardo Cocciante) - 4'21"
6. Poesia (testo di Marco Luberti e Paolo Amerigo Cassella; musica di Riccardo Cocciante) 3'27"
7. Nella testa di Nina (testo di Carla Vistarini; musica di Luigi Lopez) - 3'25"
8. Alice (testo e musica di Francesco De Gregori) - 3'57"
9. Don Chisciotte (testo di Paolo Dossena e Edoardo De Angelis; musica di Luigi Lopez) - 5'09"
10. E tu... (testo di Claudio Baglioni; musica di Antonio Coggio e Claudio Baglioni) 3'38"

## Formazione
In quest'album la formazione della Schola Cantorum è la seguente:
- Alberto Cheli
- Edoardo De Angelis
- Aldo Donati
- Kiko Fusco
- Eddy Viola
- Marina Arcangeli
- Maria Giovanna De Franco
- Mimi Gates
- Gianna Giovannini
- Luisella Mantovani
- Julie Poulton
- Annie Robert